# Бирн, Марта
Марта Бирн (англ. Martha Byrne; род. 23 декабря 1969, Риджвуд, Нью-Джерси) — американская актриса мыльных опер.

## Биография
Бирн начала свою карьеру в юном возрасте с роли в бродвейском мюзикле «Энни», а после начала свою карьеру на телевидении. В 1983 году она сыграла заглавную роль в кинофильме «Анна и безграничная сила», а в 1985 году переквалифицировалась в актрису дневных мыльных опер.
Бирн наиболее известна благодаря своей роли Лили Уолш Снайдер в мыльной опере «Как вращается мир», которую она играла на протяжении двадцати лет. Она выиграла две дневные премии «Эмми» за свою работу в мыльной опере, в том числе и за лучшую женскую роль в 2001 году. Также она снялась в мыльной опере «Главный госпиталь» и была сценаристом «Дерзкие и красивые» в 2009 году. В 2013 году, спустя десятилетия в дневном эфире, Бирн получила роль в прайм-тайм сериале NBC «Кризис».

## Мыльные оперы
- 1985—1989, 1993—2008 — Как вращается мир / As the World Turns
- 2009 — Главный госпиталь / General Hospital